# Esplanade (Riga)

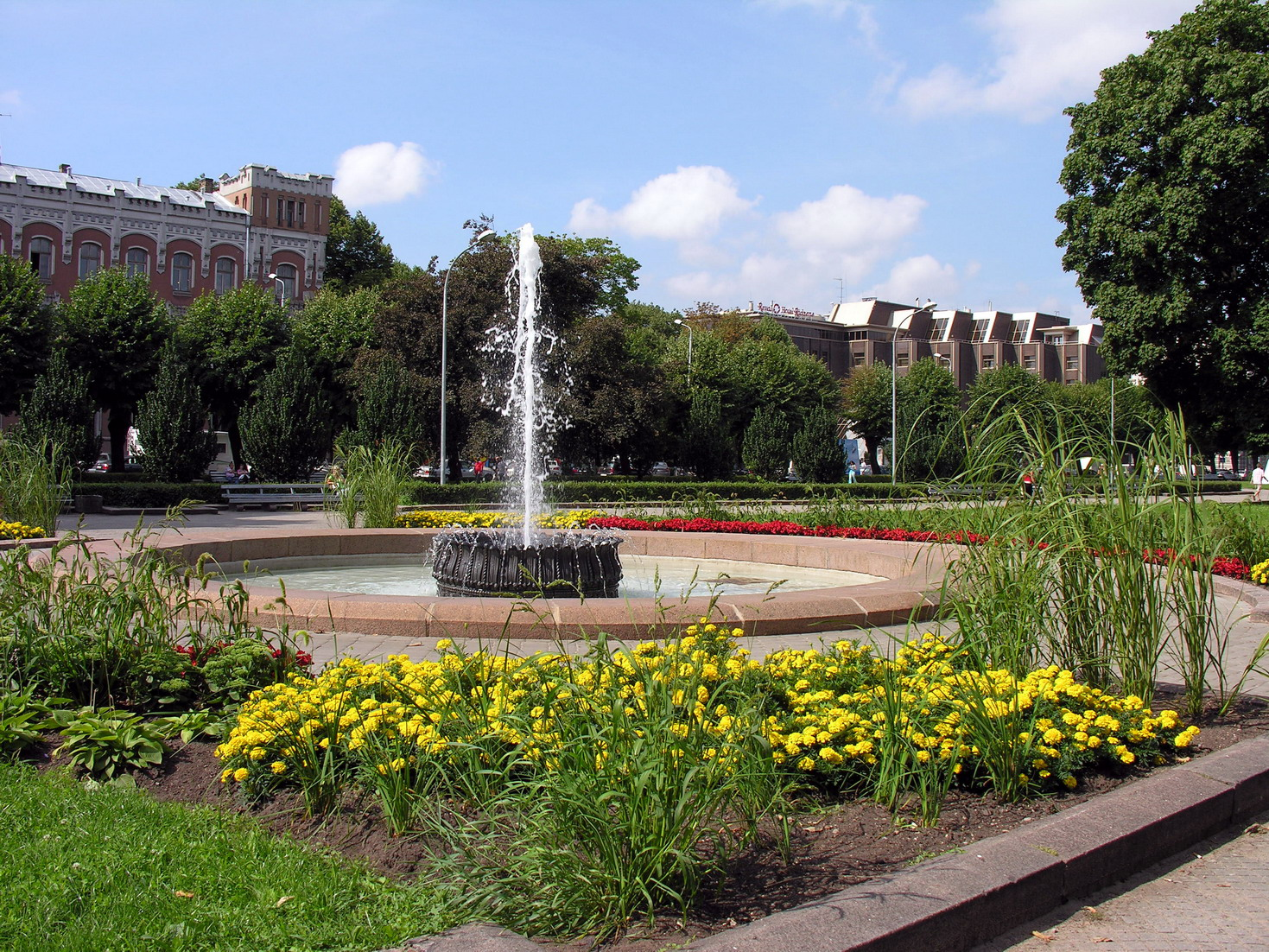
Die Esplanade in Riga

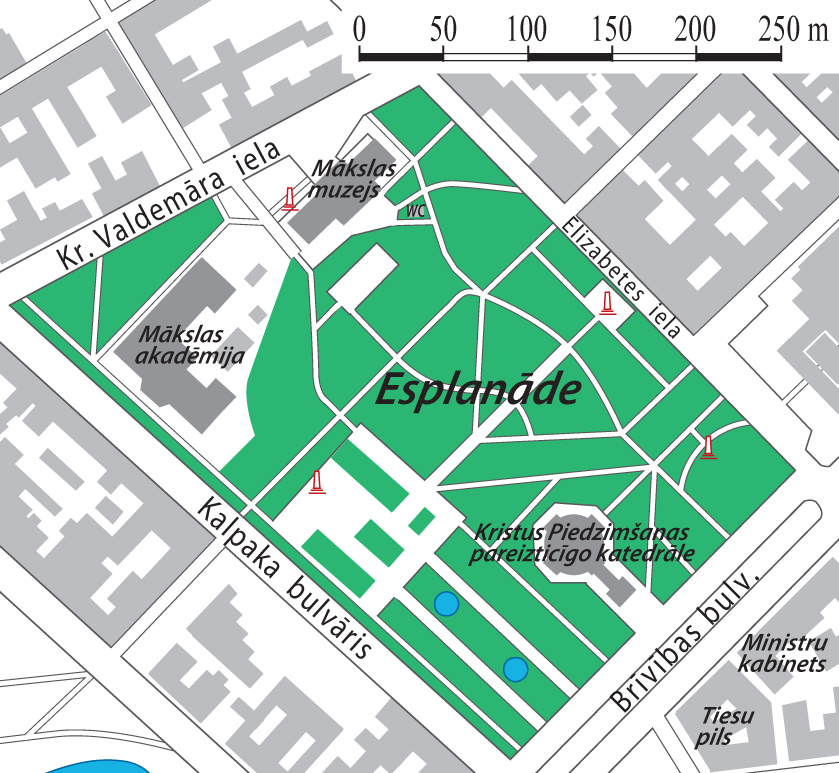
Übersichtsplan

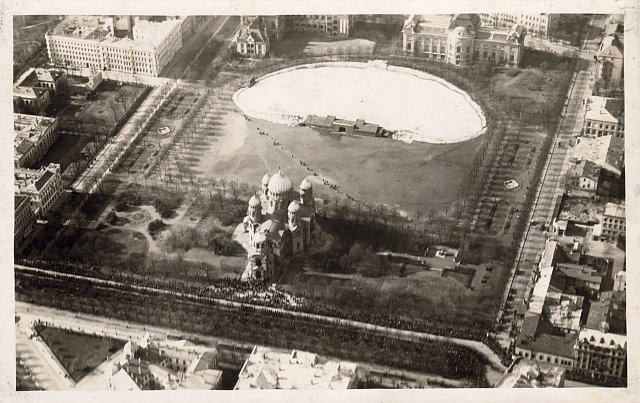
Luftbild der Esplanade (vor 1930)

Die Esplanade (lettisch Esplanāde) ist eine weiträumige Parkanlage im östlichen Zentrum der lettischen Hauptstadt Riga.
Der Platz wurde bis 1812 als Exerzierplatz der in Riga stationierten zaristischen Truppen benutzt, im Mittelalter lag dieser Bezirk außerhalb der Stadtbefestigung und war ein von Sanddünen durchzogenes Ödland.
Auf der Suche nach einem geeigneten Ausstellungsgelände für die 700-Jahr-Feier Rigas wurde das Gelände von der Stadtverwaltung erworben und begrünt. Das stadtnahe Gelände wurde bis zum Ersten Weltkrieg durch die Erweiterung der östlichen Vorstädte eingerahmt und teilweise für öffentliche Bauten benutzt. Hier befinden sich die Lettische Kunstakademie, das Staatliche Kunstmuseum und die Christi-Geburt-Kathedrale (Riga).
Im Parkgelände wurden mehrere Denkmäler für bedeutende Persönlichkeiten der lettischen Kunst aufgestellt, hierzu zählt das Rainis-Denkmal für den der Schriftsteller Jānis Pliekšāns (genannt Rainis). Darüber hinaus befinden sich im Park auch das Barclay-de-Tolly-Denkmal und das Kalpaks-Denkmal.
Am 29. Oktober 1998 wurde die Parkanlage unter der Nummer 7863 in das lettische Denkmalverzeichnis eingetragen.